# Grand Prix-wegrace van Portugal 1988
De Grand Prix-wegrace van Portugal 1988 was de vierde Grand Prix van het wereldkampioenschap wegrace in het seizoen 1988. De races werden verreden op 1 mei 1988 op het Circuito Permanente de Jerez nabij Jerez de la Frontera in Spanje. Voor de zijspanklasse was dit de openingsrace van het seizoen. De 125cc-klasse kwam niet aan de start.

## Algemeen
De Grand Prix verliep tamelijk rampzalig voor Honda, dat nog steeds wegliggingsproblemen kende en zowel in de 250- als de 500cc-klasse werd verslagen door Yamaha. Voor het Ducados-team van Ángel Nieto was de Grand Prix een groot succes met de overwinning van Juan Garriga in de 250cc-race en de eerste drie plaatsen van Jorge Martínez, Manuel Herreros en Àlex Crivillé in de 80cc-klasse. Rolf Biland vervulde een oude wens: hij trainde met zijn zijspancombinatie sneller dan de 500cc-solomotoren. De zijspanrace werd door de beginnende regen onderbroken en in twee manches verreden.

### Grand Prix van de Expo 92?
Bij aanvang van de Grand Prix bleek dat de organisatie programmaboekjes en posters had laten maken met de tekst "Gran Premio Campsa Campeonato del Mundo de Motociclismo de Velocidad Expo 92". Volgens velen is dat ook de officiële aanduiding van de Grand Prix, maar niet volgens de Fédération Internationale de Motocyclisme. Wat was er gebeurd?
De Portugese GP van 1987 was verreden op het Circuito Permanente del Jarama omdat het Autódromo do Estoril nog niet geschikt (gehomologeerd) was. Het was de bedoeling de GP van 1988 wel in Estoril te laten plaatsvinden, maar het circuit moest op 1 januari 1988 gereed zijn zodat het in februari gekeurd kon worden. In februari waren de werkzaamheden echter nog in het beginstadium en de wegracecommissie van de FIM (CCR) nam geen genoegen met een later moment van keuren. Men besloot de GP af te gelasten. De Spaanse motorsportbond bood daarop aan de GP in Jerez te laten plaatsvinden. Daar moest de FIM-directie op maandag 29 februari over beslissen, maar door het langdurig vergaderen over televisierechten en de Dakar-rally werd dit verschoven naar de ochtend van 1 maart. Toen werd definitief besloten dat de GP van Portugal op 1 mei 1988 zou plaatsvinden op het circuit van Jerez. Dat de GP uiteindelijk door de organisatie omgedoopt werd tot "GP van de Expo 92" om reclame te maken voor de Expo '92 die vier jaar later in Sevilla zou plaatsvinden doet daar niets aan af. GP's werden bijna altijd naar een sponsor vernoemd, zoals de Gran Premio Marlboro de España, maar men kon niet met een pennenstreek Portugal zijn WK-races afnemen, nadat de FIM die goedgekeurd had. De internationale pers reisde af naar de Grand Prix van Portugal en vernam pas op de ochtend van de racedag dat men op de GP van de Expo 92 was aangekomen. 

## 500cc-klasse

### De training
Al in de trainingen was het duidelijk dat de Honda's het moeilijk zouden krijgen op het technische circuit van Jerez. Er werden zelfs 1987-remschijven en remklauwen ingevlogen, die door iedereen behalve Pierfrancesco Chili werden gebruikt. Ook de Showa-vering leverde problemen op (niet alleen in de 500cc-klasse, privérijders in de 125cc-klasse experimenteerden al met WP- en Marzocchi-veersystemen). Wayne Gardner reed de vijfde trainingstijd en hoewel hij slechts 0,4 seconde langzamer was dan Eddie Lawson, achtte hij zichzelf kansloos in de race. 

#### Trainingstijden
| Pos | Coureur             | Merk                        | Tijd    |
| --- | ------------------- | --------------------------- | ------- |
| 1.  | Eddie Lawson        | Agostini-Marlboro-Yamaha    | 1"50'12 |
| 2.  | Wayne Rainey        | Roberts-Lucky Strike-Yamaha | 1"50'23 |
| 3.  | Kevin Magee         | Roberts-Lucky Strike-Yamaha | 1"50'29 |
| 4.  | Christian Sarron    | Gauloises-Sonauto-Yamaha    | 1"50'52 |
| 5.  | Wayne Gardner       | Rothmans-HRC-Honda          | 1"50'58 |
| 6.  | Kevin Schwantz      | Pepsi-Suzuki                | 1"50'95 |
| 7.  | Niall Mackenzie     | Gallina-HB-HRC-Honda        | 1"51'25 |
| 8.  | Didier de Radiguès  | Agostini-Marlboro-Yamaha    | 1"51'56 |
| 9.  | Ron Haslam          | ELF-HRC-Honda               | 1"51'86 |
| 10. | Pierfrancesco Chili | Gallina-HB-HRC-Honda        | 1"52'11 |

### De race
Wayne Rainey nam meteen de leiding in de race, gevolgd door Kevin Schwantz, Christian Sarron, Eddie Lawson en Kevin Magee. Wayne Gardner reed daar samen met Didier de Radiguès en Niall Mackenzie al een heel eind achter. Rainey bouwde zijn voorsprong uit terwijl Lawson in gevecht was met Sarron en Schwantz met carburatieproblemen uitviel. Magee daarentegen kon de aanval op zijn stalgenoot inzetten, maar moest door zijn slijtende Dunlop-banden inhouden. Dat probleem had Rainey ook, en daar profiteerde Lawson met zijn Michelins van. In de eenentwintigste ronde passeerde hij Magee, die ook nog aangevallen werd door Sarron. Twee ronden voor de finish nam Lawson de leiding van Rainey over. Magee wist Sarron net voor te blijven. Gardner had de hele race grote risico's moeten nemen om De Radiguès voor te blijven. 

#### Uitslag 500cc-klasse
| Pos | Coureur              | Merk                        | Tijd      | Grid | Punten |
| --- | -------------------- | --------------------------- | --------- | ---- | ------ |
| 1   | Eddie Lawson         | Agostini-Marlboro-Yamaha    | 53"47'99  | 1    | 20     |
| 2   | Wayne Rainey         | Roberts-Lucky Strike-Yamaha | 53"49'63  | 2    | 17     |
| 3   | Kevin Magee          | Roberts-Lucky Strike-Yamaha | 53"55'66  | 3    | 15     |
| 4   | Christian Sarron     | Gauloises-Sonauto-Yamaha    | 53"55'78  | 4    | 13     |
| 5   | Wayne Gardner        | Rothmans-HRC-Honda          | 54"16'62  | 5    | 11     |
| 6   | Didier de Radiguès   | Agostini-Marlboro-Yamaha    | 54"18'51  | 8    | 10     |
| 7   | Niall Mackenzie      | Gallina-HB-HRC-Honda        | 55"00'02  | 7    | 9      |
| 8   | Rob McElnea          | Pepsi-Suzuki                | 55"25'41  | 11   | 8      |
| 9   | Marco Papa           | Honda                       | +1 ronde  | 13   | 7      |
| 10  | Alessandro Valesi    | Honda                       | +1 ronde  | 15   | 6      |
| 11  | Daniel Amatriaín     | Honda                       | +1 ronde  | 16   | 5      |
| 12  | Steve Manley         | Suzuki                      | +1 ronde  | 22   | 4      |
| 13  | Rachel Nicotte       | Chevallier-Honda            | +1 ronde  | 19   | 3      |
| 14  | Bruno Kneubühler     | Honda                       | +2 ronden | 21   | 2      |
| 15  | Maarten Duyzers      | HDJ-Honda                   | +2 ronden | 24   | 1      |
| 16  | Nicholas Schmassmann | Honda                       | +2 ronden | 25   |        |
| 17  | Josef Doppler        | Honda                       | +2 ronden | 26   |        |
| 18  | Ian Pratt            | Suzuki                      | +2 ronden | 28   |        |

#### Niet gefinished
| Coureur           | Merk                   | Oorzaak    | Grid |
| ----------------- | ---------------------- | ---------- | ---- |
| Shunji Yatsushiro | Rothmans-HRC-Honda     |            | 12   |
| Ron Haslam        | ELF-HRC-Honda          | Remmen     | 9    |
| Moreno Vacondio   | Suzuki                 |            | 27   |
| Tony Carey        | Suzuki                 |            | 29   |
| Raymond Roche     | Cagiva                 |            | 18   |
| Andreas Leuthe    | Suzuki                 |            | 23   |
| Kevin Schwantz    | Pepsi-Suzuki           | Carburatie | 6    |
| Marco Gentile     | Fior-Marlboro-Honda    |            | 17   |
| Fabio Barchitta   | Katayama-ELF-HRC-Honda |            | 14   |

#### Niet gestart
| Coureur             | Merk                 | Oorzaak  | Grid |
| ------------------- | -------------------- | -------- | ---- |
| Pierfrancesco Chili | Gallina-HB-HRC-Honda | Blessure | 10   |
| Gustav Reiner       | Hein Gericke-Honda   | Blessure |      |

#### Niet deelgenomen
| Coureur             | Merk                     | Oorzaak  |
| ------------------- | ------------------------ | -------- |
| Randy Mamola        | Cagiva                   |          |
| Patrick Igoa        | Gauloises-Sonauto-Yamaha | Blessure |
| Tadahiko Taira      | Tech 21-Yamaha           | Tests    |
| Mike Baldwin        | Katayama-ELF-Honda       |          |
| Silvo Habat         | Suzuki                   |          |
| Wolfgang von Muralt | Suzuki                   | Blessure |

### Top tien tussenstand 500cc-klasse
| Pos | Coureur            | Merk                        | Ptn |
| --- | ------------------ | --------------------------- | --- |
| 1   | Eddie Lawson       | Agostini-Marlboro-Yamaha    | 72  |
| 2   | Wayne Gardner      | Rothmans-HRC-Honda          | 60  |
| 3   | Wayne Rainey       | Roberts-Lucky Strike-Yamaha | 50  |
| 4   | Niall Mackenzie    | Gallina-HB-HRC-Honda        | 48  |
| 5   | Christian Sarron   | Gauloises-Sonauto-Yamaha    | 44  |
| 5   | Kevin Magee        | Roberts-Lucky Strike-Yamaha | 44  |
| 7   | Didier de Radiguès | Agostini-Marlboro-Yamaha    | 33  |
| 8   | Kevin Schwantz     | Pepsi-Suzuki                | 31  |
| 9   | Ron Haslam         | ELF-HRC-Honda               | 19  |
| 10  | Rob McElnea        | Pepsi-Suzuki                | 18  |

## 250cc-klasse

### De training
Net als in de 500cc-klasse hadden de 250cc-Honda-coureurs grote wegliggingsproblemen. Toch was het verschil tussen Sito Pons en Carlos Lavado slechts 0,2 seconde. Dat Lavado op poleposition stond was een opsteker voor hem. Sinds zijn wereldtitel in het seizoen 1986 waren zijn prestaties erg tegengevallen. De dertiende startplaats van Toni Mang viel erg tegen. Net als alle HRC-rijders had hij problemen met zijn Showa-dempers, maar HRC verbood het gebruik van andere vering. 

#### Trainingstijden
| Pos | Coureur              | Merk                     | Tijd    |
| --- | -------------------- | ------------------------ | ------- |
| 1.  | Carlos Lavado        | HB-Venemotos-Yamaha      | 1"51'58 |
| 2.  | Luca Cadalora        | Agostini-Marlboro-Yamaha | 1"51'74 |
| 3.  | Sito Pons            | Campsa-HRC-Honda         | 1"51'77 |
| 4.  | Juan Garriga         | Nieto-Ducados-Yamaha     | 1"51'93 |
| 5.  | Dominique Sarron     | Rothmans-HRC-Honda       | 1"52'35 |
| 6.  | Jean-Philippe Ruggia | Gauloises-Sonauto-Yamaha | 1"52'77 |
| 7.  | Jacques Cornu        | Parisienne-HRC-Honda     | 1"52'86 |
| 8.  | Loris Reggiani       | Aprilia-Rotax            | 1"52'90 |
| 9.  | Masahiro Shimizu     | Terra-HRC-Honda          | 1"53'20 |
| 10. | Manfred Herweh       | Levior-Yamaha            | 1"53'38 |

### De race
De poleposition van Carlos Lavado werd nutteloos omdat hij al in de opwarmronde ten val kwam. Al in de eerste ronde schakelde Sito Pons zichzelf uit door tegen Alberto Puig aan te rijden. Puig kon zijn machine weer oprapen en werd uiteindelijk achtste. Intussen namen Juan Garriga en Masahiro Shimizu afstand van de rest van het veld. In de eerste ronden probeerde Shimizu enkele malen aan te vallen, maar hij moest Garriga laten gaan. Hij had echter genoeg voorsprong om zijn achtervolgers voor te blijven. Jacques Cornu werd met ruim drie seconden achterstand derde. Daardoor bleef de schade voor Honda beperkt: drie Honda's in de top vijf, maar de vedetten Reinhold Roth en Toni Mang verloren weer veel punten en eindigden zelfs achter de Yamaha TZ 250-productieracer van Jean-Philippe Ruggia. 

#### Uitslag 250cc-klasse
| Pos | Coureur              | Merk                     | Tijd     | Grid | Punten |
| --- | -------------------- | ------------------------ | -------- | ---- | ------ |
| 1   | Juan Garriga         | Nieto-Ducados-Yamaha     | 47"22'77 | 4    | 20     |
| 2   | Masahiro Shimizu     | Terra-HRC-Honda          | 47"28'38 | 9    | 17     |
| 3   | Jacques Cornu        | Parisienne-HRC-Honda     | 47"31'51 | 7    | 15     |
| 4   | Dominique Sarron     | Rothmans-HRC-Honda       | 47"31'96 | 5    | 13     |
| 5   | Jean-Philippe Ruggia | Gauloises-Sonauto-Yamaha | 47"33'17 | 6    | 11     |
| 6   | Reinhold Roth        | HB-HRC-Honda             | 47"46'95 | 12   | 10     |
| 7   | Toni Mang            | Rothmans-HRC-Honda       | 47"48'49 | 13   | 9      |
| 8   | Alberto Puig         | Nieto-Ducados-HRC-Honda  | 48"01'06 | 11   | 8      |
| 9   | Jean-Michel Mattioli | Docshop-Yamaha           | 48"02'11 | 14   | 7      |
| 10  | Manfred Herweh       | Levior-Yamaha            | 48"06'76 | 10   | 6      |
| 11  | Stefano Caracchi     | Honda                    | 48"09'90 | 22   | 5      |
| 12  | Donnie McLeod        | 7Up-EMC-Rotax            | 48"11'19 | 20   | 4      |
| 13  | Urs Lüzi             | Honda                    | 48"12'12 | 16   | 3      |
| 14  | Harald Eckl          | Römer-Aprilia-Rotax      | 48"16'80 | 15   | 2      |
| 15  | Bruno Casanova       | FMI-Aprilia-Rotax        | 48"27'72 | 21   | 1      |
| 16  | Thierry Rapicault    | Fior-Rotax               | 48"29'03 | 31   |        |
| 17  | Maurizio Vitali      | Yamaha                   | 48"29'74 | 17   |        |
| 18  | Gary Cowan           | Yamaha                   | 48"33'04 | 30   |        |
| 19  | Bruno Bonhuil        | Honda                    | 48"35'28 | 33   |        |
| 20  | Engelbert Neumair    | Aprilia-Rotax            | 48"39'43 | 24   |        |
| 21  | Iván Palazzese       | Yamaha                   | 48"39'83 | 26   |        |
| 22  | Bernard Haenggeli    | Honda                    | 48"53'37 | 28   |        |
| 23  | Jochen Schmid        | Honda                    | 48"53'58 | 29   |        |
| 24  | René Delaby          | Docshop-Yamaha           | 48"53'71 | 36   |        |

#### Niet gefinished
| Coureur             | Merk                     | Oorzaak            | Grid |
| ------------------- | ------------------------ | ------------------ | ---- |
| Carlos Lavado       | HB-Venemotos-Yamaha      | Val in opwarmronde | 1    |
| Hans Lindner        | Honda                    |                    | 34   |
| Alain Bronec        | Honda                    |                    | 32   |
| August Auinger      | Aprilia-Rotax            |                    | 27   |
| Paolo Casoli        | Pileri-AGV-Garelli       |                    | 35   |
| Kevin Mitchell      | Yamaha                   |                    | 23   |
| Martin Wimmer       | Fath-Hein Gericke-Yamaha |                    | 18   |
| Loris Reggiani      | Aprilia-Rotax            | Val                | 19   |
| Luca Cadalora       | Agostini-Marlboro-Yamaha | Val                | 8    |
| Sito Pons           | Campsa-HRC-Honda         | Val                | 2    |
| Jean-François Baldé | Defi-Rotax               |                    | 3    |

#### Niet gekwalificeerd
| Coureur             | Merk           |
| ------------------- | -------------- |
| Urs Jücker          | Yamaha         |
| Massimo Matteoni    | Yamaha         |
| Javier Cardelús     | Aprilia-Rotax  |
| Guy Bertin          | Yamaha         |
| René Zanata         | Yamaha         |
| Jean-Francois Foray | Yamaha         |
| Jaime Torrens       | JJ Cobas-Rotax |
| Juan Bravo          | Honda          |
| Hervé Duffard       | Honda          |
| Eddie Laycock       | EMC-Rotax      |
| Luis Carlos Maurel  | JJ Cobas-Rotax |

#### Niet gestart
| Coureur            | Merk       | Oorzaak |
| ------------------ | ---------- | ------- |
| Christian Boudinot | Fior-Rotax |         |

#### Niet deelgenomen
| Coureur       | Merk                    | Oorzaak  |
| ------------- | ----------------------- | -------- |
| Carlos Cardús | Nieto-Ducados-HRC-Honda | Blessure |

### Top tien tussenstand 250cc-klasse
| Pos | Coureur              | Merk                        | Ptn |
| --- | -------------------- | --------------------------- | --- |
| 1   | Sito Pons            | Campsa-HRC-Honda            | 54  |
| 2   | Juan Garriga         | Nieto-Ducados-Yamaha        | 53  |
| 3   | Jacques Cornu        | Parisienne-HRC-Honda        | 50  |
| 4   | Jean-Philippe Ruggia | Gauloises-Sonauto-Yamaha    | 38  |
| 5   | Toni Mang            | Rothmans-HRC-Honda          | 37  |
| 6   | Dominique Sarron     | Rothmans-HRC-Honda          | 28  |
| 6   | Masahiro Shimizu     | Terra-HRC-Honda             | 28  |
| 8   | Reinhold Roth        | HB-HRC-Honda                | 27  |
| 9   | John Kocinski        | Roberts-Lucky Strike-Yamaha | 24  |
| 10  | Jim Filice           | HRC-Honda                   | 20  |

## 80cc-klasse

### De training
Na zijn nederlaag in de GP van Spanje deed Jorge Martínez er alles aan om de tweede GP in zijn thuisland te winnen. In de training was hij al een bijna twee seconden sneller dan Stefan Dörflinger, terwijl hij op de eerste startrij bijgestaan werd door zijn stalgenoten Àlex Crivillé en Manuel Herreros. 

#### Trainingstijden
| Pos | Coureur           | Merk                 | Tijd    |
| --- | ----------------- | -------------------- | ------- |
| 1.  | Jorge Martínez    | Nieto-Ducados-Derbi  | 2"01'96 |
| 2.  | Àlex Crivillé     | Nieto-Ducados-Derbi  | 2"03'01 |
| 3.  | Stefan Dörflinger | Marlboro-LCR-Krauser | 2"03'51 |
| 4.  | Manuel Herreros   | Nieto-Ducados-Derbi  | 2"04'10 |
| 5.  | Bogdan Nikolov    | Krauser              | 2"05'64 |
| 6.  | Peter Öttl        | Pichler-Krauser      | 2"06'15 |
| 7.  | Herri Torrontegui | Autisa               | 2"06'24 |
| 8.  | Jaime Mariano     | JJ Cobas-Rotax       | 2"06'36 |
| 9.  | René Dünki        | Krauser              | 2"06'49 |
| 10. | Ian McConnachie   | Autisa               | 2"07'22 |

### De race
Bij de start verbrandde Stefan Dörflinger zijn koppeling en hij moest aan een inhaalrace beginnen, terwijl het hele Derbi-team er vandoor ging. Dörflinger kwam nog ver, maar het duurde lang eer hij Herri Torrontegui voorbij was. Manuel Herreros probeerde nog om Jorge Martínez te verschalken, maar dat mislukte. Dörflinger werd achter Àlex Crivillé vierde. Omdat Torrontegui met pech uitviel werd Peter Öttl vijfde. 

#### Uitslag 80cc-klasse
| Pos | Coureur            | Merk                 | Tijd     | Grid | Punten |
| --- | ------------------ | -------------------- | -------- | ---- | ------ |
| 1   | Jorge Martínez     | Nieto-Ducados-Derbi  | 37"36'39 | 1    | 20     |
| 2   | Manuel Herreros    | Nieto-Ducados-Derbi  | 37"36'64 | 4    | 17     |
| 3   | Àlex Crivillé      | Nieto-Ducados-Derbi  | 37"36'92 | 2    | 15     |
| 4   | Stefan Dörflinger  | Marlboro-LCR-Krauser | 37"57'62 | 3    | 13     |
| 5   | Peter Öttl         | Pichler-Krauser      | 38"10'99 | 6    | 11     |
| 6   | Giuseppe Ascareggi | BBFT                 | 38"18'49 | 11   | 10     |
| 7   | Gabriele Gnani     | Gnani                | 38"22'70 | 13   | 9      |
| 8   | Bogdan Nikolov     | Krauser              | 38"23'07 | 5    | 8      |
| 9   | Juhász Károly      | Krauser              | 38"43'70 | 12   | 7      |
| 10  | Jos van Dongen     | Rekro-Casal          | 38"47'40 | 19   | 6      |
| 11  | René Dünki         | Krauser              | 38"48'14 | 9    | 5      |
| 12  | Jacques Bernard    | Fantic               | 38"50'63 | 15   | 4      |
| 13  | Günter Schirnhofer | Krauser              | 38"50'98 | 17   | 3      |
| 14  | Javier Arumi       | Krauser              | 39"08'89 | 18   | 2      |
| 15  | Jaime Mariano      | JJ Cobas-Rotax       | 39"09'12 | 8    | 1      |
| 16  | Ian McConnachie    | Autisa               | 39"36'13 | 10   |        |
| 17  | Reiner Koster      | LCR-Casal            | +1 ronde | 22   |        |
| 18  | Emilio Palencia    | Arbizu               | +1 ronde | 24   |        |
| 19  | Javier Debon       | HuVo-Casal           | +1 ronde | 28   |        |
| 20  | Philippe Desmet    | Autisa               | +1 ronde | 32   |        |
| 21  | Joaquin Gali       | Krauser              | +1 ronde | 31   |        |
| 22  | Adrie Nijenhuis    | Timmer-Samson-Casal  | +1 ronde | 29   |        |
| 23  | Heinz Paschen      | Kiefer               | +1 ronde | 26   |        |
| 24  | Thomas Engl        | Krauser              | +1 ronde | 33   |        |

#### Niet gefinished
| Coureur           | Merk           | Oorzaak | Grid |
| ----------------- | -------------- | ------- | ---- |
| Antonio Sanchez   | JJ Cobas-Rotax |         | 21   |
| Stuart Edwards    | Casal          |         | 20   |
| Serge Julin       | Casal          |         | 16   |
| Herri Torrontegui | Autisa         |         | 7    |
| Alberto Fernandez | Minarelli      |         | 34   |
| Jorge Cabanes     | Autisa         |         | 30   |
| Stefan Brägger    | Casal          |         | 23   |
| Jose Saez         | Autisa         |         | 14   |
| Paul Bordes       | RB             |         | 25   |
| Javier Navarro    | Casal          |         | 35   |
| Juan Esteve       | Autisa         |         | 27   |

### Top tien tussenstand 80cc-klasse
| Pos | Coureur            | Merk                 | Ptn |
| --- | ------------------ | -------------------- | --- |
| 1   | Jorge Martínez     | Nieto-Ducados-Derbi  | 37  |
| 2   | Stefan Dörflinger  | Marlboro-LCR-Krauser | 33  |
| 3   | Àlex Crivillé      | Nieto-Ducados-Derbi  | 30  |
| 3   | Manuel Herreros    | Nieto-Ducados-Derbi  | 30  |
| 5   | Peter Öttl         | Pichler-Krauser      | 22  |
| 6   | Károly Juhász      | Krauser              | 16  |
| 6   | Bogdan Nikolov     | Krauser              | 16  |
| 8   | Jos van Dongen     | Rekro-Casal          | 11  |
| 9   | Herri Torrontegui  | Autisa               | 10  |
| 9   | Giuseppe Ascareggi | BBFT                 | 10  |

## Zijspanklasse

### De training
Rolf Biland had tijdens de GP van San Marino van 1982 al geprobeerd een snellere rondetijd te rijden dan de 500cc-klasse, maar moest dat toen bekopen met een ernstig ongeval en een gebroken sleutelbeen. In Jerez lagen de rondetijden weer dicht bij elkaar en met kwalificatiebanden en weinig brandstof slaagde hij er dit maal in samen met Kurt Waltisperg een ronde van 1"49'37 te rijden, terwijl Eddie Lawson met zijn Yamaha YZR 500 1"50'12 nodig had. Intussen waren Biland's concurrenten wel gewaarschuwd. Steve Webster was anderhalve seconde langzamer. 

#### Trainingstijden
| Pos | Coureur            | Bakkenist          | Merk                    | Tijd    |
| --- | ------------------ | ------------------ | ----------------------- | ------- |
| 1.  | Rolf Biland        | Kurt Waltisperg    | LCR-Krauser             | 1"49'37 |
| 2.  | Steve Webster      | Tony Hewitt        | Silkolene-LCR-Krauser   | 1"51'75 |
| 3.  | Alain Michel       | Jean-Marc Fresc    | ELF-LCR-Krauser         | 1"52'84 |
| 4.  | Egbert Streuer     | Bernard Schnieders | Lucky Strike-LCR-Yamaha | 1"53'01 |
| 5.  | Masato Kumano      | Markus Fährni      | LCR-Yamaha              | 1"53'39 |
| 6.  | Alfred Zurbrügg    | Markus Zurbrügg    | LCR-Yamaha              | 1"54'17 |
| 7.  | Rolf Steinhausen   | Bruno Hiller       | Busch-ADM               | 1"54'93 |
| 8.  | Yoshisada Kumagaya | Brian Barlow       | Windle-Yamaha           | 1"55'47 |
| 9.  | Markus Egloff      | Urs Egloff         | BP-LCR-ADM              | 1"55'55 |
| 10. | Steve Abbott       | Shaun Smith        | Windle-Yamaha           | 1"55'86 |

### De race
Toen de zijspanrace startte druppelde het al een beetje, maar het veld ging op slicks van start. Egbert Streuer viel meteen ver terug omdat zijn machine op drie cilinders liep en Rolf Biland nam zoals verwacht de leiding. Toen de regen doorzette spinde Biland, waardoor hij naar de tiende plaats, vlak voor Streuer, terugviel. Nu ging Steve Webster aan de leiding, maar in de vierde ronde regende het zo hard dat Webster zijn arm opstak ten teken dat hij de race zou staken. Alain Michel was het met hem eens en langzaam reed de hele stoet langs start/finish, waar de organisatie inmiddels besloten had de rode vlag te zwaaien. De tijden na drie ronden werden genoteerd om meegerekend te worden in de eindstand. In de korte pauze moest Streuer zijn blok nakijken en Theo van Kempen moest (met hulp van het team van Kenny Roberts) een door André Bosman kapotgereden uitlaat vervangen. 
Bij de herstart begon Steve Webster met een positief saldo van 9,87 seconden op Biland en 11,3 seconden op Streuer. Nu liep de machine van Streuer goed en hij kon Biland volgen, maar door het vuile vizier van zijn helm zag hij niet genoeg om aan te vallen. De beide combinaties lagen al snel 20 seconden voor op Webster en daarom had een aanval van Streuer ook niet veel zin. Hij zou immers nog 1,5 seconde voorsprong op Biland moeten nemen om eindwinnaar te worden. In de totaaltijd wonnen Rolf Biland/Kurt Waltisperg voor Egbert Streuer/Bernard Schnieders en Steve Webster/Tony Hewitt. 

#### Uitslag zijspanklasse
| Pos | Coureur          | Bakkenist           | Merk                    | Tijd     | Grid | Punten |
| --- | ---------------- | ------------------- | ----------------------- | -------- | ---- | ------ |
| 1   | Rolf Biland      | Kurt Waltisperg     | LCR-Krauser             | 47"05'45 | 1    | 20     |
| 2   | Egbert Streuer   | Bernard Schnieders  | Lucky Strike-LCR-Yamaha | 47"07'38 | 4    | 17     |
| 3   | Steve Webster    | Tony Hewitt         | Silkolene-LCR-Krauser   | 47"38'50 | 2    | 15     |
| 4   | Barry Brindley   | Graham Rose         | LCR-Yamaha              | 50"27'06 | 14   | 13     |
| 5   | Alain Michel     | Jean-Marc Fresc     | ELF-LCR-Krauser         | 50"33'14 | 3    | 11     |
| 6   | Steve Abbott     | Shaun Smith         | Windle-Yamaha           | 50"52'18 | 10   | 10     |
| 7   | Theo van Kempen  | Simon Birchall      | Lucky Strike-LCR-Yamaha | 51"14'20 | 15   | 9      |
| 8   | Derek Jones      | Peter Brown         | LCR-Yamaha              | 51"18'52 | 13   | 8      |
| 9   | Wolfgang Stropek | Hans-Peter Demling  | LCR-Krauser             | 51"35'18 |      | 7      |
| 10  | Alfred Zurbrügg  | Martin Zurbrügg     | LCR-Yamaha              | +1 ronde | 6    | 6      |
| 11  | Masato Kumano    | Markus Fährni       | LCR-Yamaha              | +1 ronde | 5    | 5      |
| 12  | Bernd Scherer    | Thomas Schröder     | BSR-Krauser             | +1 ronde |      | 4      |
| 13  | Dennis Bingham   | Gary Irlam          | LCR-Yamaha              | +1 ronde |      | 3      |
| 14  | Yvan Nigrowsky   | Martial Charpentier | Seymaz-JPX              | +1 ronde |      | 2      |
| 15  | Fritz Stölzle    | Hubert Stölzle      | LCR-Krauser             | +1 ronde |      | 1      |

#### Niet gefinished
| Coureur            | Bakkenist       | Merk          | Grid | Oorzaak |
| ------------------ | --------------- | ------------- | ---- | ------- |
| Rolf Steinhausen   | Bruno Hiller    | Busch-ADM     | 7    |         |
| Yoshisada Kumagaya | Brian Barlow    | Windle-Yamaha | 8    |         |
| Markus Egloff      | Urs Egloff      | BP-LCR-ADM    | 9    |         |
| André Bosman       | David Kellett\| | LCR-Yamaha    | 11   |         |
| Pascal Larratte    | Jacques Corbier | LCR-Yamaha    | 12   |         |

### Top tien tussenstand zijspanklasse
Conform wedstrijduitslag
1987 · 1988 · 2000 · 2001 · 2002 · 2003 · 2004 · 2005 · 2006 · 2007 · 2008 · 2009 · 2010 · 2011 · 2012 · 2020 · 2021 · 2022 · 2023 · 2024 · 2025